# Festival du film d'horreur de Chicago
 (juin 2017).
Si vous disposez d'ouvrages ou d'articles de référence ou si vous connaissez des sites web de qualité traitant du thème abordé ici, merci de compléter l'article en donnant les références utiles à sa vérifiabilité et en les liant à la section « Notes et références ».
Le Festival du film d'horreur de Chicago (Chicago Horror Film Festival) est un festival de cinéma récompensant les films d'horreur qui se déroule à Chicago, Illinois, États-Unis plusieurs fois par an depuis 2003.

## Histoire
Le Chicago Horror Film Festival était un petit festival consacré aux courts métrages d'horreur qui a rapidement progressé pour devenir aujourd'hui une institution de référence dans le milieu du film d'horreur[réf. nécessaire].
La première édition a eu lieu le 1er juin 2003, 22 courts métrages étaient alors présentés en une seule nuit au 3 Penny Cinema. La seconde édition, se déroula en octobre 2003, deux longs métrages furent ajoutés à la programmation. La troisième édition, dont l'invité fut Ari Lehman du film Vendredi 13 eu lieu en avril 2004 et permit au festival d'acquérir une certaine notoriété[réf. nécessaire]. Pour sa quatrième édition le festival invita encore Ari Lehman mais aussi Chuck Williams (Bubba Ho-tep). Cette édition fut aussi l'occasion d'inviter les spectateurs à participer à la fête en se maquillant afin de créer une atmosphère d'horreur durant le festival. Le sixième festival fut le premier au cours duquel eu lieu une remise de prix pour récompenser les meilleurs films.
En raison de la popularité croissante de l'événement, le 3 Penny Cinema fut abandonné au profit du Portage Theater, une salle plus grande.

## Films récompensés

### Meilleur long métrage
- Avril 2005 : Graves End
- 2006 : Penny Dreadful
- Septembre 2008 : Midnight Movie